# فهرست رودهای استان البرز

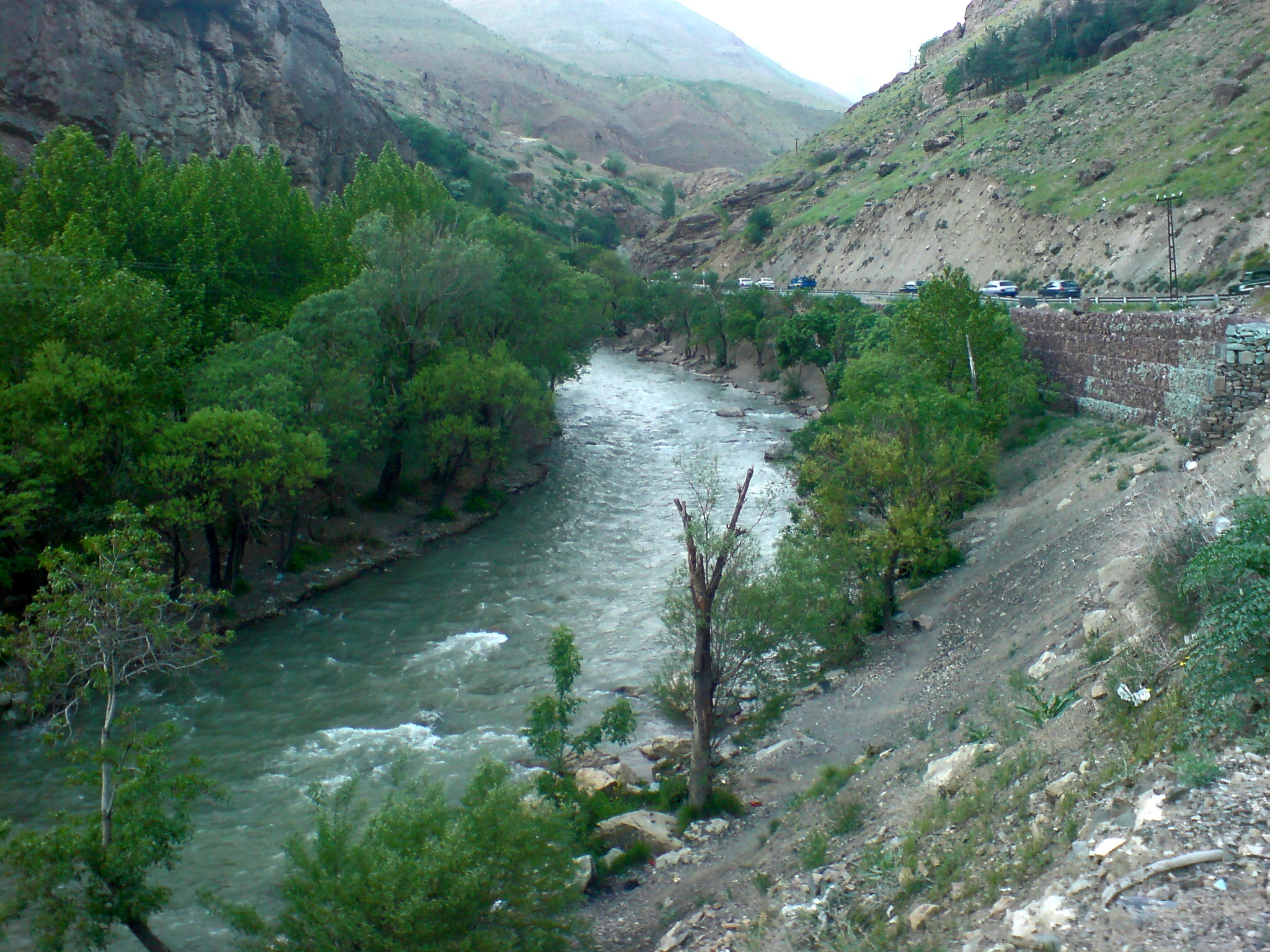
رود کرج ، از بزرگترین رودهای استان البرز

در فهرست زیر ، رودهای استان البرز آمده است. تعداد رودهای دائمی استان البرز حدود ۲۵ رود است که عموما از البرز سرچشمه می‌گیرند و به حوضه آبریز دریاچه نمک می‌ریزند. این نوشتار تنها شامل رودهای دائمی و رودهای فصلی است و کانال‌ها و نهرهای این استان در فهرست زیر نیامده است.

حوضه آبریز دریاچه نمک

| ردیف | نام            | سرچشمه | موقعیت                                                      | منبع   |
| ---- | -------------- | ------ | ----------------------------------------------------------- | ------ |
| ۱    | رود ارزنگ      | البرز  | ۳۶°۱۰′۰۷″شمالی ۵۰°۴۳′۵۵″شرقی / ۳۶٫۱۶۸۷۴°شمالی ۵۰٫۷۳۱۸۱°شرقی | [ ۱ ]  |
| ۲    | رود انجیرداران | البرز  | ۳۵°۵۹′۵۵″شمالی ۵۰°۵۲′۱۰″شرقی / ۳۵٫۹۹۸۷°شمالی ۵۰٫۸۶۹۳۹°شرقی  | [ ۲ ]  |
| ۳    | رود اورازان    | البرز  | ۳۶°۱۰′۳۲″شمالی ۵۰°۵۰′۵۵″شرقی / ۳۶٫۱۷۵۶°شمالی ۵۰٫۸۴۸۵۸°شرقی  | [ ۳ ]  |
| ۴    | رود باران رود  | البرز  | ۳۶°۰۱′۵۳″شمالی ۵۰°۵۱′۴۶″شرقی / ۳۶٫۰۳۱۵۱°شمالی ۵۰٫۸۶۲۸۷°شرقی | [ ۴ ]  |
| ۵    | رود برغان      | البرز  | ۳۵°۵۷′۴۳″شمالی ۵۰°۵۱′۰۷″شرقی / ۳۵٫۹۶۲۰۵°شمالی ۵۰٫۸۵۱۹۵°شرقی | [ ۵ ]  |
| ۶    | رود جوزرود     | البرز  | ۳۶°۰۰′۵۳″شمالی ۵۰°۵۳′۰۵″شرقی / ۳۶٫۰۱۴۶۷°شمالی ۵۰٫۸۸۴۷۵°شرقی | [ ۶ ]  |
| ۷    | رود خسبان      | البرز  | ۳۶°۱۰′۱۶″شمالی ۵۰°۴۶′۲۶″شرقی / ۳۶٫۱۷۱۱°شمالی ۵۰٫۷۷۳۹۶°شرقی  | [ ۷ ]  |
| ۸    | رود دیزان      | البرز  | ۳۶°۱۰′۵۲″شمالی ۵۰°۵۴′۳۶″شرقی / ۳۶٫۱۸۰۹۹°شمالی ۵۰٫۹۰۹۸۸°شرقی | [ ۸ ]  |
| ۹    | رود سنج        | البرز  | ۳۵°۵۷′۱۱″شمالی ۵۰°۵۶′۱۷″شرقی / ۳۵٫۹۵۳۰۹°شمالی ۵۰٫۹۳۸۱۲°شرقی | [ ۹ ]  |
| ۱۰   | رود سوردیک     | البرز  | ۳۶°۱۰′۳۶″شمالی ۵۰°۵۱′۵۷″شرقی / ۳۶٫۱۷۶۷۶°شمالی ۵۰٫۸۶۵۷۵°شرقی | [ ۱۰ ] |
| ۱۱   | رود سوواک      | البرز  | ۳۶°۰۳′۳۰″شمالی ۵۰°۴۹′۵۸″شرقی / ۳۶٫۰۵۸۲۴°شمالی ۵۰٫۸۳۲۷۵°شرقی | [ ۱۱ ] |
| ۱۲   | رود شاهرود     | البرز  | ۳۶°۳۹′۲۴″شمالی ۴۹°۲۷′۰۳″شرقی / ۳۶٫۶۵۶۵۴°شمالی ۴۹٫۴۵۰۸۹°شرقی | [ ۱۲ ] |
| ۱۳   | رود فلک‌آباد    | البرز  | ۳۶°۱۰′۰۳″شمالی ۵۰°۴۱′۵۵″شرقی / ۳۶٫۱۶۷۴°شمالی ۵۰٫۶۹۸۶۲°شرقی  | [ ۱۳ ] |
| ۱۴   | رود کرکبود     | البرز  | ۳۶°۱۰′۳۲″شمالی ۵۰°۵۰′۵۸″شرقی / ۳۶٫۱۷۵۵°شمالی ۵۰٫۸۴۹۴۸°شرقی  | [ ۱۴ ] |
| ۱۵   | رود کفاب       | البرز  | ۳۶°۰۲′۲۸″شمالی ۵۰°۵۲′۵۶″شرقی / ۳۶٫۰۴۱۱۲°شمالی ۵۰٫۸۸۲۱۸°شرقی | [ ۱۵ ] |
| ۱۶   | رود کلین‌رود    | البرز  | ۳۵°۵۹′۵۷″شمالی ۵۰°۵۲′۱۱″شرقی / ۳۵٫۹۹۹۳°شمالی ۵۰٫۸۶۹۷۲°شرقی  | [ ۱۶ ] |
| ۱۷   | رود گزرود      | البرز  | ۳۵°۵۹′۲۳″شمالی ۵۱°۰۷′۰۵″شرقی / ۳۵٫۹۸۹۷۹°شمالی ۵۱٫۱۱۸۰۷°شرقی | [ ۱۷ ] |
| ۱۸   | رود گلین       | البرز  | ۳۵°۵۶′۱۰″شمالی ۵۰°۴۷′۱۹″شرقی / ۳۵٫۹۳۶۱۱°شمالی ۵۰٫۷۸۸۶۱°شرقی | [ ۱۸ ] |
| ۱۹   | رود ماشینو     | البرز  | ۳۶°۱۰′۳۰″شمالی ۵۰°۵۹′۰۵″شرقی / ۳۶٫۱۷۴۹۲°شمالی ۵۰٫۹۸۴۷۳°شرقی | [ ۱۹ ] |
| ۲۰   | رود ناریان     | البرز  | ۳۶°۱۰′۳۲″شمالی ۵۰°۵۹′۰۵″شرقی / ۳۶٫۱۷۵۵۷°شمالی ۵۰٫۹۸۴۸۱°شرقی | [ ۲۰ ] |
| ۲۱   | رود وجین‌رود    | البرز  | ۳۶°۱۲′۱۸″شمالی ۵۰°۳۵′۵۶″شرقی / ۳۶٫۲۰۵۱۱°شمالی ۵۰٫۵۹۸۸۸°شرقی | [ ۲۱ ] |
| ۲۲   | رود ورده       | البرز  | ۳۵°۵۷′۲۸″شمالی ۵۰°۵۲′۲۶″شرقی / ۳۵٫۹۵۷۸°شمالی ۵۰٫۸۷۴°شرقی    | [ ۲۲ ] |
| ۲۳   | رودخانه کرج    | البرز  | ۳۵°۴۵′۴۳″شمالی ۵۱°۰۱′۴۷″شرقی / ۳۵٫۷۶۱۹°شمالی ۵۱٫۰۲۹۶۳°شرقی  | [ ۲۳ ] |
| ۲۴   | رود آب قربیل   | البرز  | ۳۵°۵۹′۵۳″شمالی ۵۰°۴۹′۴۷″شرقی / ۳۵٫۹۹۸۰۱°شمالی ۵۰٫۸۲۹۸۳°شرقی | [ ۲۴ ] |
| ۲۵   | رود آغشت       | البرز  | ۳۵°۵۷′۴۵″شمالی ۵۰°۵۱′۰۷″شرقی / ۳۵٫۹۶۲۴۸°شمالی ۵۰٫۸۵۱۹۷°شرقی | [ ۲۵ ] |

## رودهای فصلی
- رود فصلی آرموت
- رود فصلی اشتهارد
- رود فصلی باریکان
- رود فصلی بیله‌دره
- رود فصلی پسک
- رود فصلی رودچاک
- رود فصلی سرخاب
- رود فصلی سیرآب
- رود فصلی شترون
- رود فصلی قاسم‌آباد
- رود فصلی قاضی‌کلا
- رود فصلی کردان
- رود فصلی گله‌کند
- رود فصلی لات
- رود فصلی هرنج